# Национальная кинопремия (Индия) за лучшую мужскую роль
Национальная кинопремия за лучшую мужскую роль (дословно — «… лучшему актёру», хинди राष्ट्रीय चित्रपट पुरस्कार, सर्वोनम अभिनेता पुरस्कार) — категория главной кинематографической премии Индии под эгидой Дирекции кинофестивалей Министерства информации и телерадиовещания Правительства Индии, присуждаемая актёрам за лучшее исполнение ведущей роли в фильмах индийского кинематографа на любом из языков или диалектов Индии.

## Описание
Премия за лучшую мужскую роль была введена в рамках общего решения оргкомитета награды предусмотреть, начиная с 15-й церемонии награждения (в 1968, по результатам 1967 года), призы не только для наиболее значительных работ (фильмов) кинематографа Индии, но также для участвовавших в их создании актёров и участников съёмочной группы. Первым лауреатом премии стал актёр Уттам Кумар за главные роли бенгальского поэта XIX века португальского происхождения Антони Фиринги в одноимённом биографическом фильме Сунила Баннерджи и детектива Байомкеша Бакши в триллере Сатьяджита Рая «Зверинец» (оба на бенгали, 1967).
До 1984 года артисты награждались за лучшее исполнение ролей без разделения их на главные и второстепенные, однако в дальнейшем под данной категорией стала пониматься премия за ведущие роли в фильмах, с выделением отдельной номинации для второплановых/вспомогательных ролей.
Номинация и награждение по творческим результатам каждого года (с 1 января по 31 декабря включительно) проводятся в последующем году. Вплоть до 1974 года, призы для лучшего актёра и актрисы года именовались соответственно Bharat Award и Urvashi Award и были представлены статуэткой и сертификатом премии (аналогично многим другим кинопремиям в мире), позднее же призом этих, как и большинства других «личных» категорий, стал «Серебряный Лотос» (хинди रजत कमल, Rajat Kamal), включающий медаль премии (NFA), сертификат о награждении, а после 24-й церемонии в 1977 году — и денежный приз (до 2006 — в 10 тысяч, позднее — в 50 тысяч рупий).
Честь вручения премий традиционно принадлежит президенту Индии.

## Статистика премии
За 45 лет существования категории премия за лучшую мужскую роль (после разделения — «первого плана»), с учетом случаев двух лауреатов года, была выдана 50 раз, 38 различным актёрам.
При том, что кино в Индии снимается на более чем 20 основных языках страны, выигравшие работы на настоящий момент принадлежат только к семи из них: английскому, бенгали, каннада, малаялам, маратхи, хинди и тамильскому языкам.
- Лауреаты наибольшего количества премий в категории: Амитабх Баччан (премии 1991, 2006, 2010 и 2016 годов, за роли в четырёх фильмах на хинди — «Огненный путь»[англ.], «Последняя надежда», «Папочка»[англ.] и «Пику»[англ.]).
- Лауреаты премий за роли на различных языках — два актёра:

- Митхун Чакраборти, получивший премии в 1977 году за фильм на хинди «Королевская охота», а в 1993 году — за бенгальский «Tahader Katha».
- Маммутти (премии 1990, 1994 и 1999 годов, за роли в 4 фильмах на малаялам и одном на английском языке — «Mathilukal», «Oru Vadakkan», «Понтхан Мада», «Vidheyan» и биографическом «Доктор Бабасахеб Амбедкар»; премия за последний поделена с Аджаем Девганом в фильме «Боль души»).

- Самый возрастной лауреат: Премджи[англ.], награждённый в 1988 году в возрасте 81 года.
- Самый молодой лауреат: уже упомянутый выше Митхун Чакраборти, впервые награждённый в 25-летнем возрасте.

Ряд обладателей премии являются также лауреатами других престижных музыкальных и кинопремий, а также одной или нескольких правительственных наград различного уровня, трое из них — Ашок Кумар, Сумитра Чаттерджи и Амитабх Баччан — были удостоены премии Фальке, высшей награды Индии для кинематографистов (соответственно в 1988 и 2011 годах).

## Таблица лауреатов

### Премия Бхарат для лучшего актёра (1968—1974 годы)
| Год и номер церемонии | Лауреаты          | Фото | Фильмы и их языки                     | Роли                                     | Формулировки                                                                             | Ссылки      |
| --------------------- | ----------------- | ---- | ------------------------------------- | ---------------------------------------- | ---------------------------------------------------------------------------------------- | ----------- |
| 1968 (15-е вручение)  | Уттам Кумар       |      | «Антони Фиринги» «Зверинец» (бенгали) | поэт Антони Фиринги сыщик Байомкеш Бакши |                                                                                          | [ 2 ] [ 3 ] |
| 1969 (16-е вручение)  | Ашок Кумар        |      | «Четырнадцать лет спустя» (хинди)     | Шивнатх «Джогги Тхакур» Чаудхари         |                                                                                          | [ 5 ]       |
| 1970 (17-е вручение)  | Утпал Датт        |      | «Бхуван Шом» (хинди)                  | железнодорожный начальник Бхуван Шом     |                                                                                          | [ 6 ] [ 7 ] |
| 1971 (18-е вручение)  | Санджив Кумар     |      | «Стук в дверь» (хинди)                | Хамид Ахмед                              |                                                                                          | [ 9 ]       |
| 1972 (19-е вручение)  | М. Г. Рамачандран |      | «Rickshawkaran» (тамильский)          | рикша Селвам                             |                                                                                          |             |
| 1973 (20-е вручение)  | Санджив Кумар     |      | «Преодоление» (хинди)                 | глухонемой Хари Чаран Матхур             |                                                                                          | [ 10 ]      |
| 1974 (21-е вручение)  | П. Дж. Энтони     |      | «Вчерашние предложения» (малаялам)    | величаппаду                              | «За создание образа величаппаду (индуистского оракула) в фильме на малаялам „Nirmalyam“„ | [ 11 ]      |

### Серебряный Лотос для лучшего актёра (с 1975 года)

#### 1970-е годы
| Год и номер церемонии | Лауреаты           | Фото | Фильмы и их языки           | Роли                      | Формулировки | Ссылки |
| --------------------- | ------------------ | ---- | --------------------------- | ------------------------- | --- | ------ |
| 1975 (22-е вручение)  | Садху Мехер        |      | «Росток» (хинди)            | глухонемой гончар Киштайя | | [ 12 ] |
| 1976 (23-е вручение)  | М. В. Васудева Рао |      | «Барабаны Чомы» (каннада)   | неприкасаемый Чома        | | [ 13 ] |
| 1977 (24-е вручение)  | Митхун Чакраборти  |      | «Королевская охота» (хинди) | Гхинуа                    | | [ 14 ] |
| 1978 (25-е вручение)  | Бхарат Гопи        |      | «Kodiyettam» (малаялам)     | Шанкаран Кутти            | «За поразительное правдивое изображение невзрачного деревенского жителя, незаметно приближаемого жизненными невзгодами к пробуждению самоосознания, чувств и ответственности; за безыскусное „развертывание“ персонажа, свидетельствующее об актёрском таланте высокого эстетического уровня.» | [ 15 ] |
| 1979 (26-е вручение)  | Арун Мукхерджи     |      | «Парашурам» (бенгали)       | Парашурам                 | «За использование мимики, языка тела, смеха и молчания для обрисовки характера главного героя в полной гармонии с общим стилем картины.» | [ 16 ] |

### 1980-е годы
| Год и номер церемонии | Лауреаты       | Фото | Фильмы и их языки                     | Роли                                     | Формулировки | Ссылки |
| --------------------- | -------------- | ---- | ------------------------------------- | ---------------------------------------- | --- | ------ |
| 1980 (27-е вручение)  | Насируддин Шах |      | «Sparsh» (хинди/урду)                 | директор школы для слепых Анирудх Пармар | |        |
| 1981 (28-е вручение)  | Балан К. Наир  |      | «Старшая сестра» (малаялам)           | Говиндан                                 | «За чрезвычайно зрелое и деликатное воплощение персонажа, постоянно озадаченного поведением своей жены, показывающее и вспышки гнева, и отчаяние, которое он испытывает, и принятие в конце концов её прошлого со зрелой нежностью, что показывает виртуозность великого артиста.» | [ 17 ] |
| 1982 (29-е вручение)  | Ом Пури        |      | «Arohan» (хинди)                      | земледелец Хари Мондал                   | «For a very convincing portrayal of a harassed farmer courageously fighting vested interests who seek to block the implementation of land reforms.» | [ 18 ] |
| 1983 (30-е вручение)  | Камал Хасан    |      | «Moondram Pirai» (тамильский)         | Шринивас/Сину                            | «За многосторонность и естественность, с которыми он разрабатывает персонаж Сину.» | [ 19 ] |
| 1984 (31-е вручение)  | Ом Пури        |      | «Полуправда» (хинди)                  | полицейский Анант Веланкар               | «За аутентичное изображение внутренней борьбы честного офицера полиции.» | [ 20 ] |
| 1985 (32-е вручение)  | Насируддин Шах |      | «На ту сторону» / «Переправа» (хинди) | батрак Наурангия                         | | [ 21 ] |
| 1986 (33-е вручение)  | Шаши Капур     |      | «Нью-Дели Таймс» (хинди)              | журналист Викас Панде                    | «За убедительный и вызывающий доверие образ преданного профессии журналиста, запутавшегося в переплетениях политического маневрирования.» | [ 22 ] |
| 1987 (34-е вручение)  | Чарухасан      |      | «Tabarana Kathe» (каннада)            | старый госслужащий (сторож) Табара Шетти | «За чрезвычайно волнующее и умелое изображение страданий человека, вынужденно бесконечно дожидаться справедливости.» | [ 23 ] |
| 1988 (35-е вручение)  | Камал Хасан    |      | «Герой» (тамильский)                  | Велу Наякар                              | «За выдающуюся и волнующую разработку многогранного персонажа с тонкими нравственными нюансами, выполненную с чрезвычайным артистическим мастерством.» | [ 25 ] |
| 1989 (36-е вручение)  | Премджи        |      | «Рождение» (малаялам)                 | Рагхаван Чакьяр                          | «За превосходную сдержанную игру в фильме на малаялам „Рождение“» | [ 26 ] |

### 1990-е годы
| Год и номер церемонии           | Лауреаты          | Фото | Фильмы и их языки                                 | Роли                                  | Формулировки | Ссылки |
| ------------------------------- | ----------------- | ---- | ------------------------------------------------- | ------------------------------------- | --- | ------ |
| 1990 (37-е вручение)            | Маммутти          |      | «Mathilukal» «Oru Vadakkan Veeragadha» (малаялам) | Вайком Мухаммад Башир Чанду Чекавер   | “For successfully portraying the multifaceted roled in Malayalam films „Mathilukal“ and „Oru Vadakkan Veeragadha“.„ | [ 27 ] |
| 1991 (38-е вручение)            | Амитабх Баччан    |      | «Огненный путь» (хинди)                           | Виджай Динанатх Чаухан                | «For a towering performance rising above the script with variation and nuances at all levels.» | [ 28 ] |
| 1992 (39-е вручение)            | Моханлал          |      | «Bharatham» (малаялам)                            | Гопинатхан «Гопи»                     | «For his range as an actor as well as the restraint he applied in the portrayal of the much misunderstood musician.» | [ 29 ] |
| 1993 (40-е вручение)            | Митхун Чакраборти |      | «Tahader Katha» (бенгали)                         | Шибнатх                               | «For his innovative performance which effectively captures the agony of a freedom fighter immediately after Independence.»                                                                                              | [ 30 ] |
| 1994 (41-е вручение)            | Маммутти          |      | «Понтхан Мада» «Vidheyan» (малаялам)              | Понтхан Мада Бхаскара Пателар         | «For his sensitive portrayal in the Malayalam film „Ponthan Mada“ of the role of an outsider and in „Vidheyan“ for the depiction of the relationship of power and terror at an existential level.„                      | [ 31 ] |
| 1995 (42-е вручение)            | Нана Патекар      |      | «Krantiveer» (хинди)                              | Пратам Нараян Тилак                   | «For his impressive portrayal of a man who lives life on his own terms. He is able to rekindle in the common man the deep, hidden resource of strength that lies dormant in each one of us.»                            | [ 32 ] |
| 1996 (43-е вручение)            | Раджит Капур      |      | «Рождение Махатмы» (английский)                   | Махатма Ганди                         | “For his extremely sensitive portrayal of Gandhi during his early years in South Africa with great restraint and control. The step by step transformation of a normal man to that of Mahatma is convincingly depicted.„ | [ 33 ] |
| 1997 (44-е вручение)            | Камал Хасан       |      | «Индиец» (тамильский)                             | Сенапати «Индиец», Чандрабос «Чандру» | «For his double role in the Tamil film „Indian“. His remarkable range in the entire diverse roles shows his excellent calibre as an actor»                                                                              | [ 34 ] |
| 1998 (45-е вручение) 2 лауреата | Суреш Гопи        |      | «Kaliyattam» (малаялам)                           | Каннан Перумалаян                     | «For his control and presence in a role that demands a wide range of emotions.» | [ 36 ] |
| 1998 (45-е вручение) 2 лауреата | Балачандра Менон  |      | «Samaantharangal» (малаялам)                      | Исмаил                                | «For his realistic and sensitive portrayal of a middle-class man who stands up to his high principles.» | [ 36 ] |
| 1999 (46-е вручение) 2 лауреата | Аджай Девган      |      | «Боль души» (хинди)                               | Аджай Р. Десай                        | «For his restrained and moving performance of an angry man exasperated with the failing system.» | [ 37 ] |
| 1999 (46-е вручение) 2 лауреата | Маммутти          |      | «Д-р Бабасахеб Амбедкар» (английский)             | Б. Р. Амбедкар                        | «За яркое и запоминающееся выступление, воплощеющее в жизнь великого национального деятеля на протяжении нескольких десятилетий на трех континентах».                                                                   | [ 37 ] |

### 2000-е годы
| Год и номер церемонии | Лауреаты          | Фото | Фильмы и их языки                       | Роли             | Формулировки | Ссылки        |
| --------------------- | ----------------- | ---- | --------------------------------------- | ---------------- | --- | ------------- |
| 2000 (47-е вручение)  | Моханлал          |      | «Vanaprastham» (малаялам)               | Кунхикуттан      | «За полное оттенками отражение личностного кризиса артиста, испытывающего одновременно отсутствие родительской любви и препятствие в осуществлении собственных родительских прав.» | [ 38 ]        |
| 2001 (48-е вручение)  | Анил Капур        |      | «Призыв» (хинди)                        | Джайдев Раджванш | «Актёр-ветеран Анил Капур, обладая замечательной разносторонностью, выдерживает все изменчивые требования этой роли с большой убедительностью и уверенным артистическим умением.»  | [ 39 ]        |
| 2002 (49-е вручение)  | Мурали            |      | «Neythukaran» (малаялам)                | Аппа Местри      | «For his brilliant portrayal of a character called Mestri, a committed political worker, caught in a web of shifting values — political and social.»                               | [ 40 ]        |
| 2003 (50-е вручение)  | Аджай Девган      |      | «Легенда о Бхагате Сингхе» (хинди)      | Бхагат Сингх     | «For entering into the spirit of the legendary character and for living up to the challenge of history.»                                                                           | [ 41 ] [ 42 ] |
| 2004 (51-е вручение)  | Викрам            |      | «Сын Бога» (тамильский)                 | Читхан           | «For his powerful performance in a difficult and demanting role.» | [ 43 ]        |
| 2005 (52-е вручение)  | Саиф Али Хан      |      | «Ты и я» (хинди, английский)            | Каран Капур      | «For his sheer ease, subtlety and spontaneity in portraying a complex and demanting role.»                                                                                         | [ 44 ]        |
| 2006 (53-е вручение)  | Амитабх Баччан    |      | «Последняя надежда» (хинди, английский) | Дебрадж Сахай    | «For his dramatic rendition of reformed alcoholic who struggles to give a physically handicapped child a new life.»                                                                | [ 45 ]        |
| 2007 (54-е вручение)  | Сумитра Чаттерджи |      | «Podokkhep» (бенгали)                   | Шашанка Палит    | «For etching the agonies and elations of an elderly person trying to keep with changing times.»                                                                                    | [ 46 ]        |
| 2008 (55-е вручение)  | Пракаш Радж       |      | «Свадебное сари» (тамильский)           | Венгадам         | «For his sensible, multi-faceted portrayal of a weaver caught in a web of silken threads, woven by destiny.»                                                                       | [ 47 ]        |
| 2009 (56-е вручение)  | Упендра Лимайе    |      | «Jogwa» (маратхи)                       | Таяппа           | «For his restrained yet powerful depiction of a complex character.» | [ 48 ]        |

### 2010-е годы
| Год и номер церемонии | Лауреаты            | Фото | Фильмы и их языки                  | Роли                       | Формулировки | Ссылки        |
| --------------------- | ------------------- | ---- | ---------------------------------- | -------------------------- | --- | ------------- |
| 2010 (57-е вручение)  | Амитабх Баччан      |      | «Папочка» (хинди)                  | Ауро                       | «For a rare performance that fuses the art and craft of an actor to create a character that lives with you long after the film is over.» | [ 49 ]        |
| 2011 (58-е вручение)  | Дхануш              |      | «Поле битвы» (тамильский)          | Каруппу                    | «For the nuanced portrayal of a raw, cocky young man who learns his lessons in life the hard way.» | [ 50 ]        |
| 2011 (58-е вручение)  | Салим Кумар         |      | «Абу, сын Адама» (малаялам)        | Абу                        | «За запоминающееся сдержанное изображение простого человека с непоколебимой гуманистической верой в поисках спасения души.» | [ 50 ]        |
| 2012 (59-е вручение)  | Гириш Кулкарни      |      | «Deool» (маратхи)                  | Кешья                      | «Кешья в исполнении Гириша Кулкарни осторожен и отзывчив. Избегающая излишеств, игра Кулкарни вовлекает его лицо и глаза в отражение множественных эмоций в сознании героя, которые не могут быть выражены словами.»                                            | [ 51 ] [ 52 ] |
| 2013 (60-е вручение)  | Ирфан Хан           |      | «Пан Сингх Томар» (хинди)          | Пан Сингх Томар            | «За уникальное отражение превращения спортсмена с мировой известностью в бандита; очень убедительное воплощение сложной роли.» | [ 53 ] [ 54 ] |
| 2013 (60-е вручение)  | Викрам Гокхале      |      | «Anumati» (маратхи)                | Ратнакар                   | «A well-calibrated performance that was masked by remarkable subtle underplay.» | [ 53 ] [ 54 ] |
| 2014 (61-е вручение)  | Раджкумар Рао       |      | «Шахид» (хинди)                    | Шахид Азми                 | «За изображение интригующего путешествия молодого мусульманина, подвергшегося гонениям. Он восстает и, в конечном счете, возвращается, чтобы бороться с несправедливостью, как адвокат, соблюдающий закон. Раджкумар воплощает в жизнь душу Шахида.»            | [ 55 ] [ 56 ] |
| 2014 (61-е вручение)  | Сурадж Венджарамуду |      | «Perariyathavar» (малаялам)        | Отец                       | «За достойное и спокойное изображение человека из более низких слоёв общества. Его смятение и страдания высказываются неуловимым языком тела и глазами, которые превосходят слова.»                                                                             | [ 55 ] [ 56 ] |
| 2015 (62-е вручение)  | Санчари Виджай      |      | «Naanu Avanalla… Avalu» (каннада)  | трансгендер Видья / Мадеша | «За его тонкое и нестереотипичное исполнение роли женщины, оказавшейся в теле мужчины, передающее гамму эмоций, когда она борется с путаницей, отторжением и унижением, чтобы до конца придерживаться своего собственного курса с уверенностью и достоинством.» | [ 57 ]        |
| 2016 (63-е вручение)  | Амитабх Баччан      |      | «Пику» (хинди)                     | Бхашкор Банерджи           | «За очаровательное, восхитительное исполнение роли человека, который наконец-то становится самим собой, в возрасте семидесяти лет.» | [ 58 ]        |
| 2017 (64-е вручение)  | Акшай Кумар         |      | «Rustom» (хинди)                   | капитан Рустом Парви       | «За прекрасное изображение персонажа, пойманного в ловушку личной и социальной сумятицы.» | [ 59 ]        |
| 2018 (65-е вручение)  | Риддхи Сен          |      | «Nagarkirtan» (бенгальский)        | Пути                       | | [ 60 ]        |
| 2019 (66-е вручение)  | Аюшман Кхурана      |      | «Стреляйте в пианиста» (хинди)     | пианист Акаш               | «За мощное исполнение сложной роли «сейчас слепого, а сейчас не слепого» персонажа.» | [ 61 ]        |
| 2019 (66-е вручение)  | Вики Каушал         |      | «Ури: Нападение на базу» (хинди)   | майор Вихан Сингх Шергил   | «За эффективную передачу реалистичного характера армейского офицера.» | [ 61 ]        |
| 2020 (67-е вручение)  | Манодж Баджпаи      |      | «Bhonsle» (хинди)                  | Ганапат Бхонсле            | | [ 62 ]        |
| 2020 (67-е вручение)  | Дхануш              |      | «Демон» (тамильский)               | Шивасами                   | | [ 62 ]        |
| 2021 (68-е вручение)  | Сурья               |      | «Хвала храбрецам» (тамильский)     | Недумарам Раджангам        | | [ 63 ]        |
| 2021 (68-е вручение)  | Аджай Девган        |      | «Танаджи: Невоспетый воин» (хинди) | Танаджи Малусаре           | | [ 63 ]        |